# Tullgarnský palác

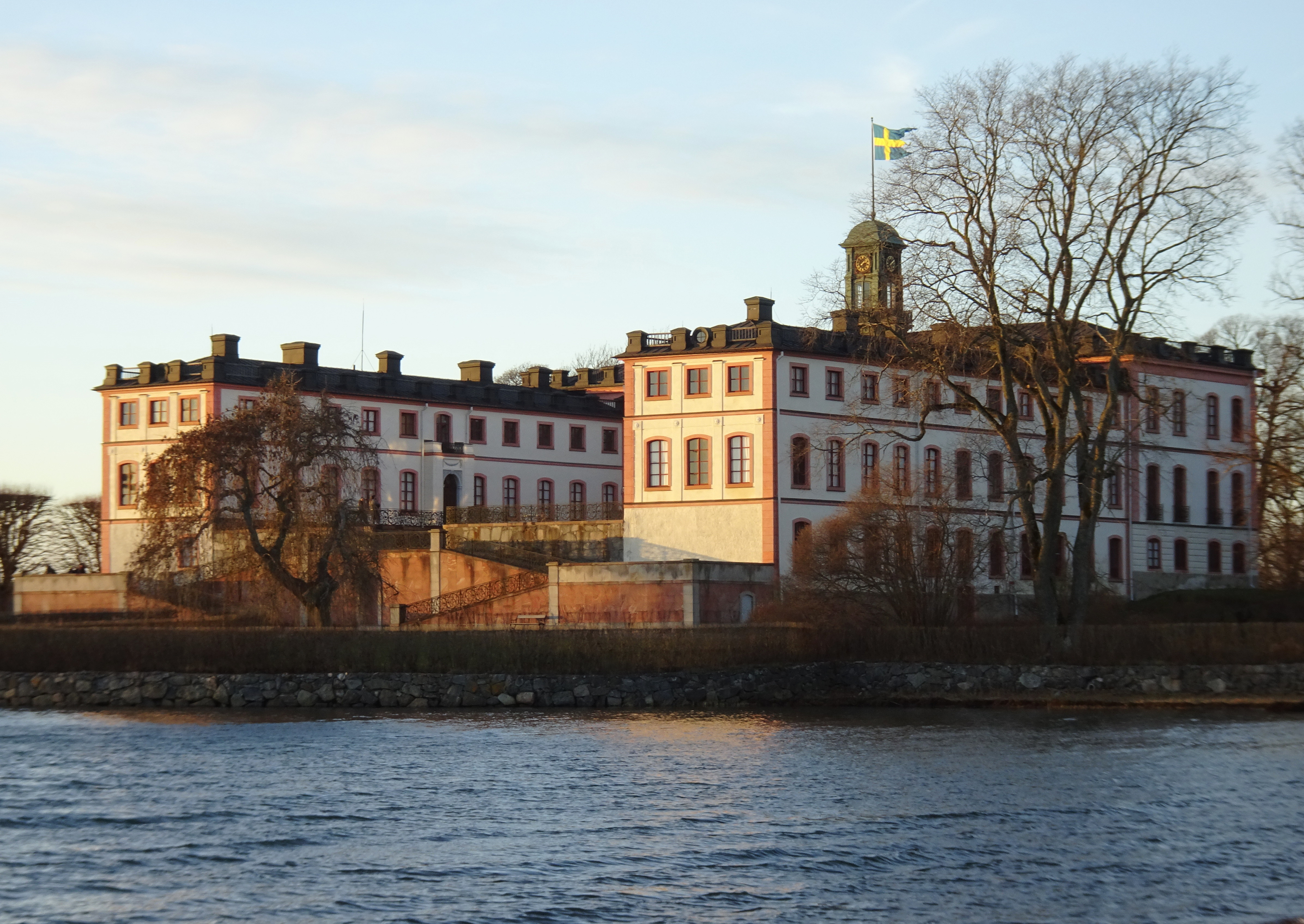
Tullgarnsky palác v prosinci 2016

Tullgarnský palác (švédsky: Tullgarns slott) je letní královský palác v provincii Södermanland, jižně od Stockholmu ve Švédsku. Palác postavený ve 20. letech 18. století nabízí směs rokoka, gustaviánského a viktoriánského stylu. Design interiéru je považován za jeden z nejlepších ve Švédsku.
Tullgarnský palác je spojen především s králem Gustavem V. a královnou Viktorií, kteří zde trávili letní měsíce na přelomu 19. a 20. století. Palác byl však původně postaven pro vévodu Frederika Adolfa v 70. letech 18. století. Vzhledem k tomu, že Tullgarn byl oblíbeným letním palácem švédské královské rodiny, jsou v paláci skvělé příklady interiérů z různých epoch, jako je malý salonek vyzdobený ve stylu 90. letech 18. století, snídaňová místnost v jihoněmeckém renesančním stylu 90. let 19. století a doutníkový pokoj Gustava V., který zůstal od jeho smrti v roce 1950 z velké části nedotčen.

## Dějiny

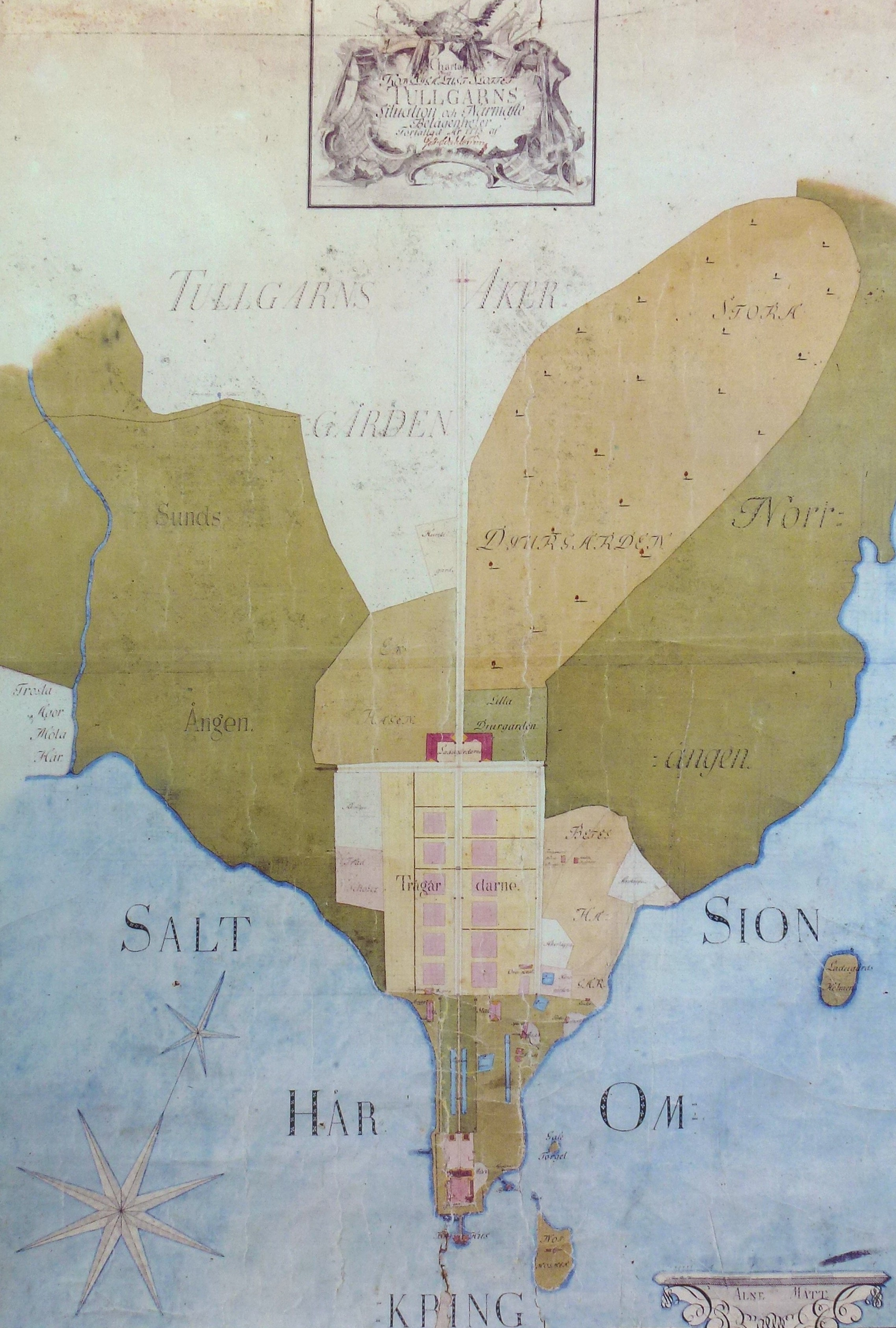
Mapa paláce a jeho okolí z roku 1773

V roce 1719 byl zbořen starý renesanční zámek z konce 16. století. Nově jmenovaný tajný rada Magnus Julius De la Gardie, který měl díky sňatku s Hedvig Catharinou Lilliovou velké jmění, pověřil architekta Josepha Gabriela Destaina, aby navrhl současný palác, postavený v letech 1720 až 1727. Nádvoří je otevřené do moře a svou dnešní podobu získalo ve 20. letech 19. století. Je vytvořeno podle vzoru zahrady Logården u Stockholmského paláce.
V roce 1772 Tullgarn získala koruna a stal se královským sídlem. Bydlel zde vévoda Frederik Adolf, nejmladší bratr krále Gustava III. V letech 1778 až 1793 zde žil se svou milenkou Sophie Hagmanovou. Frederik Adolf modernizoval palác v neoklasicistním stylu a přidal další patro, čímž palác získal plochou střechu v italském stylu. Interiéry Frederika Adolfa jsou jedny z nejlepších příkladů gustaviánského stylu ve Švédsku. Mezi zapojenými designéry byli Louis Masreliez, Jean Baptiste Masreliez, Per Ljung a Ernst Philip Thoman. Mnohé z tehdy vytvořených interiérů zůstaly dodnes ve své původní podobě.
Po smrti Frederika Adolfa byl palác udělen jeho sestře, princezně Žofii Albertině, která zde trávila všechna léta až do své smrti v roce 1829. Následující rok byl udělen následníkovi trůnu, budoucímu Oskarovi I. Švédskému, a za jeho vlády sloužil jako letní sídlo švédského královského dvora.
Král Gustav V. (tehdejší korunní princ) převzal Tullgarn v roce 1881 a spolu se svou chotí Viktorií provedl rozsáhlé změny. Hlavní budova byla vyzdobena spíše jako moderní funkční letní sídlo než královský rekreační palác. Velká část současného interiéru pochází z doby krále Gustava V. a královny Viktorie, včetně vestibulu, jehož stěny jsou pokryty ručně malovanými nizozemskými dlaždicemi. Snídaňová místnost je zařízena jako jihoněmecká pivnice, což možná odráží skutečnost, že královna Viktorie pocházela z Bádenska v jižním Německu. Královský pár využíval palác jako své letní sídlo. V roce 1924 v Tullgarnu pobýval etiopský korunní princ Ras Tafari (pozdější císař Haile Selassie I.) při turné po Evropě.